# Distroff
Distroff – miejscowość i gmina we Francji, w regionie Grand Est, w departamencie Mozela.
Według danych na rok 1990 gminę zamieszkiwało 1421 osób, a gęstość zaludnienia wynosiła 179 osób/km² (wśród 2335 gmin Lotaryngii Distroff plasuje się na 282. miejscu pod względem liczby ludności, natomiast pod względem powierzchni na miejscu 750.).